# Lamprosema cyanealis
Lamprosema cyanealis là một loài bướm đêm trong họ Crambidae.